# 伊藤哲文
伊藤 哲文（いとう あきふみ、1949年1月16日 - ）は日本の実業家。ポッカコーポレーション最後の代表取締役社長を務めた。岐阜県出身。

## 経歴
- 1972年 - 信州大学理学部 卒業[1]
- 1972年 - ポッカレモン 入社
- 1991年 - ポッカコーポレーション 名古屋工場長
- 2001年 - 同社 執行役員
- 2002年 - 同社 生産事業カンパニープレジデント[1]
- 2003年 - 同社 常務
- 2008年 - 同社 専務
- 2011年 - 同社 代表取締役社長[2]
- 2013年 - 退任[3]